# Cmentarz żydowski w Lędyczku
Cmentarz żydowski w Lędyczku – został założony na początku XIX wieku i zajmuje powierzchnię 0,7 ha na której zachowało się dziesięć nagrobków z piaskowca zawierających inskrypcje w języku hebrajskim i niemieckim spośród których najstarszy pochodzi z 1897 roku.